# ASN Nigelec
Association Sportive Nationale de la Nigelec w skrócie ASN Nigelec – nigerski klub piłkarski grający w nigerskiej pierwszej lidze, mający siedzibę w mieście Niamey.

## Sukcesy
- I liga[1]:
  - mistrzostwo (1): 2022

- Puchar Nigru[2]:
  - zwycięstwo (1): 2013

## Występy w afrykańskich pucharach
| Sezon     | Rozgrywki           | Runda    | Kraj     | Klub            | Dom | Wyjazd | Dwumecz |
| --------- | ------------------- | -------- | -------- | --------------- | --- | ------ | ------- |
| 2014      | Puchar Konfederacji | wstępna  | Algieria | CS Constantine  | 2–0 | 1–4    | 3–4     |
| 2022/2023 | Puchar Mistrzów     | 1        | Gwinea   | Académie SOAR   | 2–1 | 0–0    | 2–1     |
| 2022/2023 | Puchar Mistrzów     | 2        | Maroko   | Raja Casablanca | 0–2 | 0–1    | 0–3     |
| 2022/2023 | Puchar Konfederacji | play-off | Egipt    | Pyramids FC     | 1–0 | 0–3    | 1–3     |

## Stadion
Domowe mecze klub rozgrywa na stadionie o nazwie Stade Général Seyni Kountché w Niamey, który może pomieścić 35 000 widzów.

## Reprezentanci kraju grający w klubie od 2012 roku
Stan na styczeń 2023.
| - Abdoulrachid Amoumane - Kairou Amoustapha - Ousmane Chaïbou - Kassaly Daouda - Boubacar Dialiga - Moumouni Diori - Adamou Ibrahim Djibo - Boubacar Djibril Goumey - Amadou Harouna - Amadou Hassane - Ganiyu Tijani Hutmanu - Abdoul Aziz Ibrahim | - Alhassane Issoufou - Abdoulaye Boureima Katakoré - Issiaka Koudize - Souleymane Lawali - Yacine Massamba - Abdoul Nasser Nomaou - Abdoul Samad Oumarou - Mahamado Rabiou - Harouna Ali Seydou - Idrissa Tahirou - Boubacar Talatou - Moctar Yacouba |